# Bugaj (gmina Kleszczewo)
Bugaj – przysiółek w Polsce położona w województwie wielkopolskim, w powiecie poznańskim, w gminie Kleszczewo. Osada znajduje się na trasie dawnej linii kolejki wąskotorowej Poznań-Środa Wielkopolska. 
W latach 1975–1998 miejscowość należała administracyjnie do województwa poznańskiego.
Inne miejscowości o nazwie Bugaj: Bugaj